# Fritz Kötteritzsch
Fritz Kötteritzsch (* 1935 in Münster; † 19. September 1964 bei Boende) war ein deutscher Söldner. Er war einer der ersten Deutschen, der während der Simba-Rebellion im Kongo fiel. Sein Tod fand breite Beachtung in den Medien.

## Leben
Kötteritzsch lernte Maschinenschlosser, diente drei Jahre bei der Bundeswehr als Fallschirmjäger und erreichte dort den Dienstgrad eines Unteroffiziers. Nachdem er in der Zeitung gelesen hatte, dass die kongolesische Regierung Söldner suche, meldete er sich bei einem Rekrutierungsbüro in Brüssel.
Ende August/Anfang September 1964 traf Kötteritzsch in Kamina ein. Dort wurde er von Siegfried Müller dessen Kommando 52 zugeteilt, einer Söldnertruppe aus rund 50 Soldaten. Die Einheit wurde in einer Stärke von 39 Mann mit einem Flugzeug nach Léopoldville verlegt, wo sie Waffen und Ausrüstung aufnahmen, und flog weiter in die Provinzhauptstadt Coquilhatville. Von dort machte sich die Einheit in Jeeps zum 600 km entfernten Boende auf, das von Simba-Rebellen besetzt war. Der erste Angriff des Kommandos 52 zusammen mit 80 Regierungssoldaten wurde von den Aufständischen zurückgeschlagen, dabei wurde Kötteritzsch getötet.
Müller zog sich in den Ort Bekili zurück, wo kurze Zeit darauf der Stern-Reporter Gerd Heidemann eintraf und die Söldner interviewte. Er dokumentierte auf Tonband auch die Aussagen einer Schwester Pia vom Orden des Erlösers zum Begräbnis von Kötteritzsch: „Als sie ihn gestern brachten in der Zeltplane, da hab ich mal gesehen, wie gut unsere Neger sind. Nein, Schwester, sagten sie, wir machen ihm eine Kiste, denn er ist ja für uns gestorben.“ Heidemanns Aufnahmen verwendete der DDR-Filmemacher Walter Heynowski für seinen Propagandafilm Kommando 52, der am 15. November 1965 in Leipzig uraufgeführt wurde. Heynowski und sein Kollege Gerhard Scheumann gewannen Müller 1966 für ein Interview vor der Kamera, das sie unter dem Titel Der lachende Mann veröffentlichten. In der Bundesrepublik verursachte der Film einen Skandal, weil er ebenso wie sein Vorgänger Kommando 52 verboten wurde. In der DDR sahen dagegen 55 % der Bevölkerung Der lachende Mann bei der Erstausstrahlung und einer Wiederholung im DFF. Der Film wurde zudem in 37 Länder verkauft. In dem Film wird Müller ausdrücklich nach dem Tod von Kötteritzsch gefragt. Müller schildert ihn so: „Ein Brustschuß, ein Herzschuß. […] Er wär sofort weg, gab’s gar keinen Zweifel.“
Diese und andere Passagen des Interviews verwendete der Spiegel-Kolumnist Otto Köhler in seinem Buch Kongo-Müller oder Die Freiheit, die wir verteidigen. Der Spiegel veröffentlichte Teile davon Ende 1966. Dazu gehörten auch die Fragen und Antworten zum Tod von Kötteritzsch.